# Batalha de Mombaça (1528)
A Batalha de Mombaça de 1528 foi um confronto militar entre as forças portuguesas sob o comando do governador português da Índia Nuno da Cunha e o Sultanato de Mombaça.

## A Batalha
Em 1528, Nuno da Cunha foi nomeado pelo rei D. João III como governador da Índia. Foi despachado nesse ano com uma poderosa frota de 13 navios e 3000 soldados.
No entanto, a peste eclodiu entre a frota a meio da viagem e espalharam-se os navios após terem enfrentado mau tempo ao contornar o Cabo da Boa Esperança, ao passo que alguns afundaram-se. Nuno da Cunha decidiu portanto fazer escala na costa leste africana com três navios. Alguns doentes com escorbuto foram deixados em Zanzibar. O governador ancorou no porto de Mombaça, e pretendia abrigar-se ali durante vários meses, pelo que solicitou ao seu sultão alojamento e autorização para desembarcar os seus homens, o que, no entanto, foi-lhe rejeitado. Ao insistir, os navios portugueses foram alvejados desde a costa. Nuno da Cunha decidiu então capturar a cidade, e a ele juntou-se uma nau do rei de Melinde, e também o xeque de Otondo, uma cidade vizinha à data de más relações com o sultão de Mombaça, e também Mumbo Maomé, filho do homem que recebera Vasco da Gama quando este passara pela cidade. O sultão de Mombaça fortificou o porto e mobilizou 600 arqueiros na cidade.
Os navios portugueses forçaram a entrada no porto de Mombaça e ancoraram em frente à cidade, que foi bombardeada. Na manhã seguinte, levaram a cabo um desembarque. 450 homens, dos quais 60 eram arcabuzeiros, desembarcaram em Kilindini. Os portugueses passaram por uma mesquita e a caminho da cidade não se depararam com mais que alguma resistência simbólica da parte de grupos de arqueiros e Mombaça foi assim ocupada, não tendo os portugueses registado mais que 25 feridos. O sultão evacuara a cidade com os seus habitantes. No dia seguinte 200 portugueses capturaram as fortificações do porto, mas ao regressarem para a cidade sofreram uma emboscada que lhes matou 25 homens.

## Consequências
Os reis da Ilha de Pemba, Zanzibar e outras cidades enviaram presentes a Nuno da Cunha em agradecimento por ter derrotado o sultão de Mombaça, que os oprimia.
Enquanto se mantiveram em Mombaça, os portugueses lutaram com um grande navio mercante turco. Persistiam pequenas escaramuças entre os portugueses e os residentes de Mombaça, Nuno da Cunha dirigiu um ultimato ao sultão de Mombaça, após o qual este concordou em tornar-se vassalo tributário de Portugal e pagar um resgate da sua cidade. O clima local porém, revelava-se fatal para os portugueses e, vendo que o sultão adiava o pagamento do tributo, Nuno da Cunha mandou saquear e incendiar a cidade antes de partir.
Em Maio de 1529 o governadors partiu com os seus homens e navios para Melinde, mais a norte.